# Stetholiodes smetanai
Stetholiodes smetanai es una especie de escarabajo del género Stetholiodes, familia Leiodidae. Fue descrita por Angelini en 2000. Se encuentra en la República Popular China, en Sichuan.